# Vice-primeiro-ministro da Coreia do Sul
O Vice-primeiro-ministro da República da Coreia (em coreano:  대한민국의 부총리) é nomeado pelo Presidente com a aprovação da Assembleia Nacional. Faz parte do Gabinete da Coreia do Sul.

## Lista de vice-primeiros-ministros
| Vice-primeiros-ministros da Terceira República          |                                                                                                  |                      |                      |      |                |
| Kim Yoo-taek Gim Yutaek 김유택 / 金裕澤                 | Conselho de Planejamento Econômico                                                               | 17 de dezembro 1963  | 11 de maio 1964      | 146  | Park Chung-hee |
| Chang Ki-young Jang Giyeong 장기영 / 張基榮             | Conselho de Planejamento Econômico                                                               | 11 de maio 1964      | 3 de outubro 1967    | 1240 | Park Chung-hee |
| Pak Choong-hoon Bak Chunghun 박충훈 / 朴忠勳            | Conselho de Planejamento Econômico                                                               | 3 de outubro 1967    | 3 de junho 1969      | 609  | Park Chung-hee |
| Kim Hak-ryul Gim Hakryeol 김학렬 / 金鶴烈               | Conselho de Planejamento Econômico                                                               | 3 de junho 1969      | 4 de janeiro 1972    | 945  | Park Chung-hee |
| Tae Wan-seon Tae Wanseon 태완선 / 太完善                | Conselho de Planejamento Econômico                                                               | 4 de janeiro 1972    | 18 de setembro 1974  | 988  | Park Chung-hee |
| Nam Duck-woo Nam Deogu 남덕우 / 南德祐                  | Conselho de Planejamento Econômico                                                               | 18 de setembro 1974  | 19 de dezembro 1975  | 457  | Park Chung-hee |
| Vice-primeiros-ministros da Quarta República            |                                                                                                  |                      |                      |      |                |
| Nam Duck-woo Nam Deogu 남덕우 / 南德祐                  | Conselho de Planejamento Econômico                                                               | 19 de dezembro 1975  | 22 de dezembro 1978  | 1099 | Park Chung-hee |
| Shin Hyun-hwak Sin Hyeonhwak 신현확 / 申鉉確            | Conselho de Planejamento Econômico                                                               | 22 de dezembro 1978  | 26 de outubro 1979   | 308  | Park Chung-hee |
| Shin Hyun-hwak Sin Hyeonhwak 신현확 / 申鉉確            | Conselho de Planejamento Econômico                                                               | 26 de outubro 1979   | 13 de dezembro 1979  | 48   | Choi Kyu-hah   |
| Lee han-bin I Hanbin 이한빈 / 李漢彬                    | Conselho de Planejamento Econômico                                                               | 13 de dezembro 1979  | 22 de maio 1980      | 161  | Choi Kyu-hah   |
| Kim Won-ki Gim Wongi 김원기 / 金元基                    | Conselho de Planejamento Econômico                                                               | 22 de maio 1980      | 16 de agosto 1980    | 86   | Choi Kyu-hah   |
| Kim Won-ki Gim Wongi 김원기 / 金元基                    | Conselho de Planejamento Econômico                                                               | 16 de agosto 1980    | 2 de setembro 1980   | 17   | Chun Doo-hwan  |
| Shin Byung-hyun Sin Byeonghyeon 신병현 / 申秉鉉         | Conselho de Planejamento Econômico                                                               | 2 de setembro 1980   | 4 de janeiro 1982    | 489  | Chun Doo-hwan  |
| Vice-primeiros-ministros da Quinta República            |                                                                                                  |                      |                      |      |                |
| Kim Jun-seong Gim Junseong 김준성 / 金埈成              | Conselho de Planejamento Econômico                                                               | 4 de janeiro 1982    | 7 de julho 1983      | 549  | Chun Doo-hwan  |
| Seo Seok-jun Seo Seokjun 서석준 / 徐錫俊                | Conselho de Planejamento Econômico                                                               | 7 de julho 1983      | 7 de outubro 1983    | 92   | Chun Doo-hwan  |
| Cargo não ocupado                                       | Cargo não ocupado                                                                                | 7 de outubro 1983    | 15 de outubro 1983   | 8    | Chun Doo-hwan  |
| Shin Byung-hyun Sin Byeonghyeon 신병현 / 申秉鉉         | Conselho de Planejamento Econômico                                                               | 15 de outubro 1983   | 8 de janeiro 1986    | 816  | Chun Doo-hwan  |
| Kim Man-je Gim Manje 김만제 / 金滿堤                    | Conselho de Planejamento Econômico                                                               | 8 de janeiro 1986    | 26 de maio 1987      | 503  | Chun Doo-hwan  |
| Chung In-yong Jeong Inyong 정인용 / 鄭寅用              | Conselho de Planejamento Econômico                                                               | 26 de maio 1987      | 25 de fevereiro 1988 | 275  | Chun Doo-hwan  |
| Vice-primeiros-ministros da Sexta República             |                                                                                                  |                      |                      |      |                |
| Rha Woong-bae Na Ungbae 나웅배 / 羅雄培                 | Conselho de Planejamento Econômico                                                               | 25 de fevereiro 1988 | 5 de dezembro 1988   | 284  | Roh Tae-woo    |
| Cho Soon Ju Sun 조순 / 趙淳                             | Conselho de Planejamento Econômico                                                               | 5 de dezembro 1988   | 18 de março 1990     | 468  | Roh Tae-woo    |
| Lee Seung-yoon I Seungyun 이승윤 / 李承潤               | Conselho de Planejamento Econômico                                                               | 18 de março 1990     | 18 de fevereiro 1991 | 337  | Roh Tae-woo    |
| Choi Ho-joong Choe Hojung 최호중 / 崔浩中               | Unificação                                                                                       | 27 de dezembro 1990  | 25 de junho 1992     | 546  | Roh Tae-woo    |
| Choi Gak-kyu Choe Gakgyu 최각규 / 崔珏圭                | Conselho de Planejamento Econômico                                                               | 18 de fevereiro 1991 | 25 de fevereiro 1993 | 738  | Roh Tae-woo    |
| Choi Yong-chol Choe Yeongcheol 최영철 / 崔永喆          | Unificação                                                                                       | 25 de junho 1992     | 25 de fevereiro 1993 | 245  | Roh Tae-woo    |
| Lee Kyung-sik I Gyeongsik 이경식 / 李經植               | Conselho de Planejamento Econômico                                                               | 25 de fevereiro 1993 | 21 de dezembro 1993  | 299  | Kim Young-sam  |
| Han Wan-sang Han Wansang 한완상 / 韓完相                | Unificação                                                                                       | 25 de fevereiro 1993 | 22 de dezembro 1993  | 300  | Kim Young-sam  |
| Chung Jae-seok Jeong Jaeseok 정재석 / 丁渽錫            | Conselho de Planejamento Econômico                                                               | 21 de dezembro 1993  | 4 de outubro 1994    | 287  | Kim Young-sam  |
| Lee Yung-dug I Yeongdeok 이영덕 / 李榮德                | Unificação                                                                                       | 22 de dezembro 1993  | 30 de abril 1994     | 129  | Kim Young-sam  |
| Lee Hong-koo I Honggu 이홍구 / 李洪九                   | Unificação                                                                                       | 30 de abril 1994     | 17 de dezembro 1994  | 231  | Kim Young-sam  |
| Hong Jae-hyung Hong Jaehyeong 홍재형 / 洪在馨           | Conselho de Planejamento Econômico                                                               | 4 de outubro 1994    | 23 de dezembro 1994  | 80   | Kim Young-sam  |
| Song Young-dae (interino) Song Yeongdae 송영대 / 宋榮大 | Unificação                                                                                       | 17 de dezembro 1994  | 24 de dezembro 1994  | 7    | Kim Young-sam  |
| Hong Jae-hyung Hong Jaehyeong 홍재형 / 洪在馨           | Finanças e Economia                                                                              | 23 de dezembro 1994  | 20 de dezembro 1995  | 362  | Kim Young-sam  |
| Kim Duck Gim Deok 김덕 / 金德                           | Unificação                                                                                       | 24 de dezembro 1994  | 22 de fevereiro 1995 | 60   | Kim Young-sam  |
| Rha Woong-bae Na Ungbae 나웅배 / 羅雄培                 | Unificação (até 21 de dezembro de 1995) Finanças e Economia (a partir de 21 de dezembro de 1995) | 20 de dezembro 1995  | 8 de agosto 1996     | 1628 | Kim Young-sam  |
| Kwon Oh-kee Gwon Ogi 권오기 / 權五琦                    | Unificação                                                                                       | 21 de dezembro 1995  | 25 de fevereiro 1998 | 797  | Kim Young-sam  |
| Han Seung-soo Han Seungsu 한승수 / 韓昇洙               | Finanças e Economia                                                                              | 8 de agosto 1996     | 5 de março 1997      | 268  | Kim Young-sam  |
| Kang Kyeoung-sik Gang Gyeongsik 강경식 / 姜慶植         | Finanças e Economia                                                                              | 5 de março 1997      | 19 de novembro 1997  | 200  | Kim Young-sam  |
| Lim Chang-yeol Im Changyeol 임창열 / 林昌烈             | Finanças e Economia                                                                              | 19 de novembro 1997  | 24 de fevereiro 1998 | 98   | Kim Young-sam  |
| Lim Chang-yeol Im Changyeol 임창열 / 林昌烈             | Finanças e Economia                                                                              | 24 de fevereiro 1998 | 5 de março 1998      | 8    | Kim Dae-jung   |
| Kwon Oh-kee Gwon Ogi 권오기 / 權五琦                    | Unificação                                                                                       | 25 de fevereiro 1998 | 2 de março 1998      | 5    | Kim Dae-jung   |
| Cargo não ocupado                                       | Cargo não ocupado                                                                                | 25 de fevereiro 1998 | 29 de janeiro 2001   | 1069 | Kim Dae-jung   |
| Jin Nyum Jin Nyeom 진념 / 陳稔                          | Finanças                                                                                         | 29 de janeiro 2001   | 15 de abril 2002     | 441  | Kim Dae-jung   |
| Han Wan-sang Han Wansang 한완상 / 韓完相                | Educação e Recursos Humanos                                                                      | 29 de janeiro 2001   | 29 de janeiro 2002   | 365  | Kim Dae-jung   |
| Lee Sang-joo I Sangju 이상주 / 李相周                   | Educação e Recursos Humanos                                                                      | 29 de janeiro 2002   | 6 de março 2003      | 401  | Kim Dae-jung   |
| Jeon Yun-Churl Jeon Yuncheol 전윤철 / 田允喆            | Finanças                                                                                         | 15 de abril 2002     | 25 de fevereiro 2003 | 316  | Kim Dae-jung   |
| Kim Jin-pyo Gim Jinpyo 김진표 / 金振杓                  | Finanças e Economia                                                                              | 25 de fevereiro 2003 | 10 de fevereiro 2004 | 350  | Roh Moo-hyun   |
| Yoon Deok-hong Yun Deokhong 윤덕홍 / 尹德弘             | Educação e Recursos Humanos                                                                      | 7 de março 2003      | 24 de dezembro 2003  | 292  | Roh Moo-hyun   |
| Ahn Byung-young An Byeongyeong 안병영 / 安秉永          | Educação e Recursos Humanos                                                                      | 24 de dezembro 2003  | 5 de janeiro 2005    | 378  | Roh Moo-hyun   |
| Lee Hun-jai I Heonjae 이헌재 / 李憲宰                   | Finanças e Economia                                                                              | 10 de fevereiro 2004 | 7 de março 2005      | 391  | Roh Moo-hyun   |
| Oh Myung O Myeong 오명 / 吳明                           | Ciência e Tecnologia                                                                             | 18 de outubro 2004   | 10 de fevereiro 2006 | 480  | Roh Moo-hyun   |
| Lee Ki-jun I Gijun 이기준 / 李基俊                      | Educação e Recursos Humanos                                                                      | 5 de janeiro 2005    | 11 de janeiro 2005   | 6    | Roh Moo-hyun   |
| Kim Young-sik (interino) Gim Yeongsik 김영식 / 金永植   | Educação e Recursos Humanos                                                                      | 11 de janeiro 2005   | 28 de janeiro 2005   | 23   | Roh Moo-hyun   |
| Kim Jin-pyo Gim Jinpyo 김진표 / 金振杓                  | Educação e Recursos Humanos                                                                      | 28 de janeiro 2005   | 21 de julho 2006     | 539  | Roh Moo-hyun   |
| Kim Woo-sik Gim Usik 김우식 / 金雨植                    | Ciência e Tecnologia                                                                             | 10 de fevereiro 2006 | 29 de fevereiro 2008 | 749  | Roh Moo-hyun   |
| Han Duck-soo Han Deogsu 한덕수 / 韓德洙                 | Finanças e Economia                                                                              | 14 de março 2005     | 18 de julho 2006     | 491  | Roh Moo-hyun   |
| Kwon O-kyu Gwon Ogyu 권오규 / 權五奎                    | Finanças e Economia                                                                              | 18 de julho 2006     | 29 de fevereiro 2008 | 480  | Roh Moo-hyun   |
| Kim Byong-joon Gim Byeongjun 김병준 / 金秉準            | Educação e Recursos Humanos                                                                      | 21 de julho 2006     | 9 de agosto 2006     | 19   | Roh Moo-hyun   |
| Lee Jong-seo (interino) I Jongseo 이종서 / 李鍾瑞       | Educação e Recursos Humanos                                                                      | 9 de agosto 2006     | 20 de setembro 2006  | 42   | Roh Moo-hyun   |
| Kim Shin-il Gim Sinil 김신일 / 金信一                   | Educação e Recursos Humanos                                                                      | 20 de setembro 2006  | 6 de fevereiro 2008  | 504  | Roh Moo-hyun   |
| Seo Nam-soo (interino) Seo Namsu 서남수 / 徐南洙        | Educação e Recursos Humanos                                                                      | 6 de fevereiro 2008  | 25 de fevereiro 2008 | 19   | Roh Moo-hyun   |
| Seo Nam-soo (interino) Seo Namsu 서남수 / 徐南洙        | Educação e Recursos Humanos                                                                      | 25 de fevereiro 2008 | 29 de fevereiro 2008 | 4    | Lee Myung-bak  |
| Cargo não ocupado                                       | Cargo não ocupado                                                                                | 25 de fevereiro 2008 | 13 de março 2013     | 1843 | Lee Myung-bak  |
| Hyun Oh-seok Hyeon Oseok 현오석 / 玄旿錫                | Ministro da Economia e Finanças                                                                  | 22 de março 2013     | 15 de julho 2014     | 480  | Park Geun-hye  |
| Choi Kyoung-hwan Choe Gyeonghwan 최경환 / 崔炅煥        | Ministro da Economia e Finanças                                                                  | 15 de julho 2014     | 12 de janeiro 2016   | 546  | Park Geun-hye  |
| Hwang Woo-yea Hwang Uyeo 황우여 / 黃祐呂                | Ministro da Educação                                                                             | 19 de novembro 2014  | 12 de janeiro 2016   | 419  | Park Geun-hye  |
| Yoo Il-ho Yuilho 유일호 / 柳一虎                        | Ministro da Economia e Finanças                                                                  | 13 de janeiro 2016   | 9 de junho 2017      | 513  | Park Geun-hye  |
| Lee Joon-sik Ijunsig 이준식 / 李俊植                    | Ministro da Educação                                                                             | 13 de janeiro 2016   | 4 de julho 2017      | 538  | Park Geun-hye  |
| Kim Dong-yeon Gimdong-yeon 김동연 / 金東兗              | Ministro da Economia e Finanças                                                                  | 9 de junho 2017      | 10 de dezembro 2018  | 549  | Moon Jae-in    |
| Kim Sang-gon Gimsang-gon 김상곤 / 金相坤                | Ministro da Educação                                                                             | 4 de julho 2017      | 2 de outubro 2018    | 513  | Moon Jae-in    |
| Yoo Eun-hae Yueunhye 유은혜 / 兪銀惠                    | Ministro da Educação                                                                             | 2 de outubro 2018    | 9 de maio 2022       | 1315 | Moon Jae-in    |
| Hong Nam-ki Hongnamgi 홍남기 / 洪楠基                   | Ministro da Economia e Finanças                                                                  | 10 de dezembro 2018  | 9 de maio 2022       | 1246 | Moon Jae-in    |
| Choo Kyung-ho Chugyeongho 추경호 / 秋慶鎬               | Ministro da Economia e Finanças                                                                  | 10 de maio 2022      | Incumbente           | 1046 | Yoon Suk-yeol  |
| Park Soon-ae Bagsun-ae 박순애 / 朴順愛                  | Ministro da Educação                                                                             | 4 de julho 2022      | 9 de agosto 2022     | 36   | Yoon Suk-yeol  |
| Lee Ju-ho Ijuho 이주호 / 李周浩                         | Ministro da Educação                                                                             | 7 de novembro 2022   | Incumbente           | 865  | Yoon Suk-yeol  |